# Felício Toledo
Felício Toledo (estado do Rio de Janeiro, 3 de abril de 1881 — Niterói, 27 de dezembro de 1952) foi um compositor, regente e professor brasileiro.

## Biografia
Filho de tradicional família fluminense, Toledo foi um dos principais animadores da arte musical da cidade de Niterói, cidade que era a então a capital estadual do Rio de Janeiro.

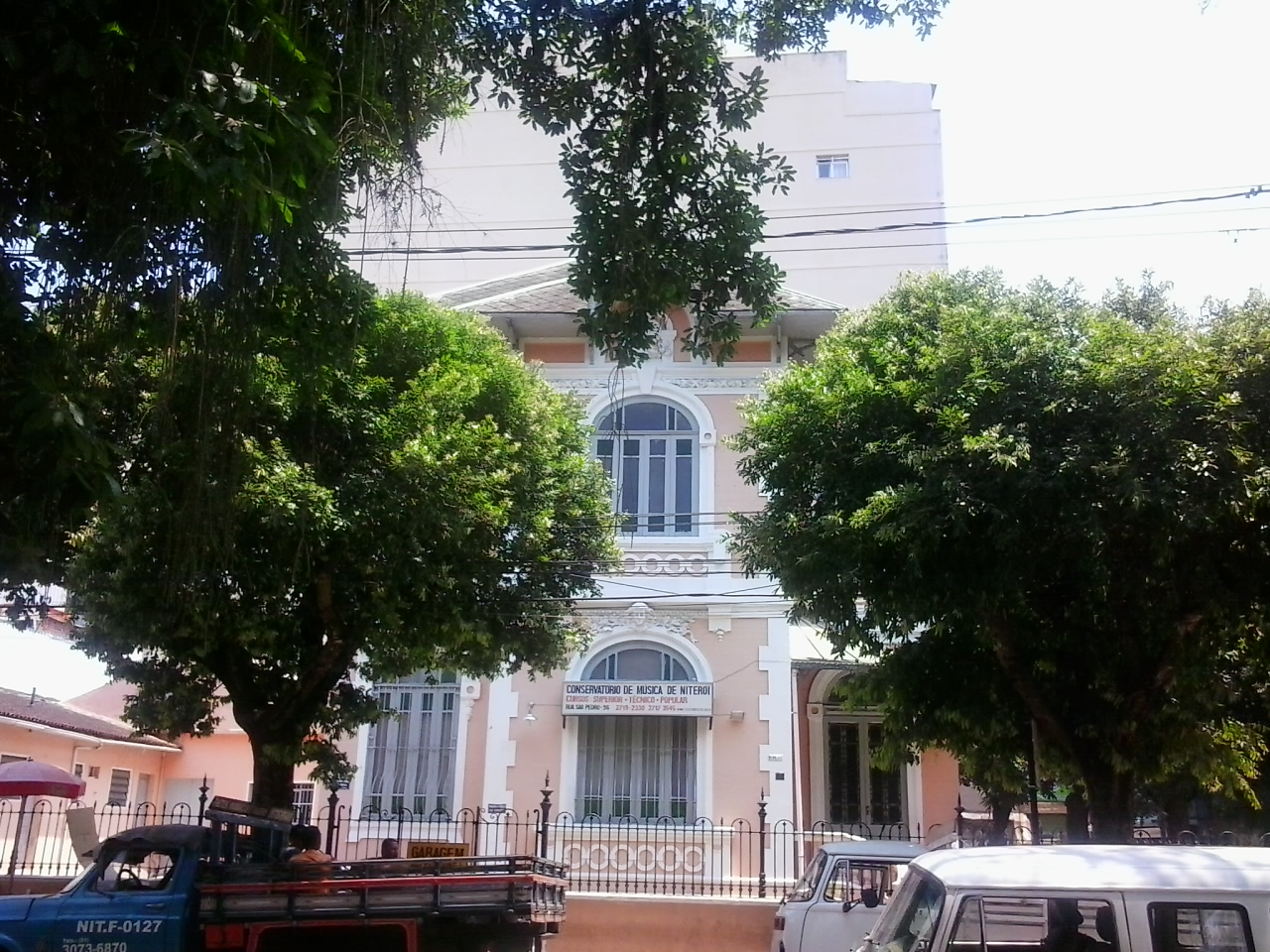
Conservatório de Música de Niterói

Embora fosse do interior do estado do Rio de Janeiro, Toledo era radicado há bastante tempo na cidade de Niterói; onde junto com o maestro José Botelho, e outros músicos, foi fundador do Conservatório de Música de Niterói. Também foi diretor da Orquestra Sinfônica de Niterói.
Tornou-se secretário do Banco de Niterói e do Colégio Brasil, a pedido do professor João Brazil. Deu aulas de teoria e solfejo no Instituto de Educação.
O "Hymno do Centenario da Creação da Villa Real da Praia Grande, hoje cidade de NICTHEROY", de 1919, tem música do maestro Felício Toledo e os versos do Dr. Senna Campos.
Faleceu em sua residência, na Alameda São Boaventura nº 425, no bairro do Fonseca; sendo sepultado no Cemitério de Maruí, localizado no bairro do Barreto, ambos bairros situados na cidade de Niterói.

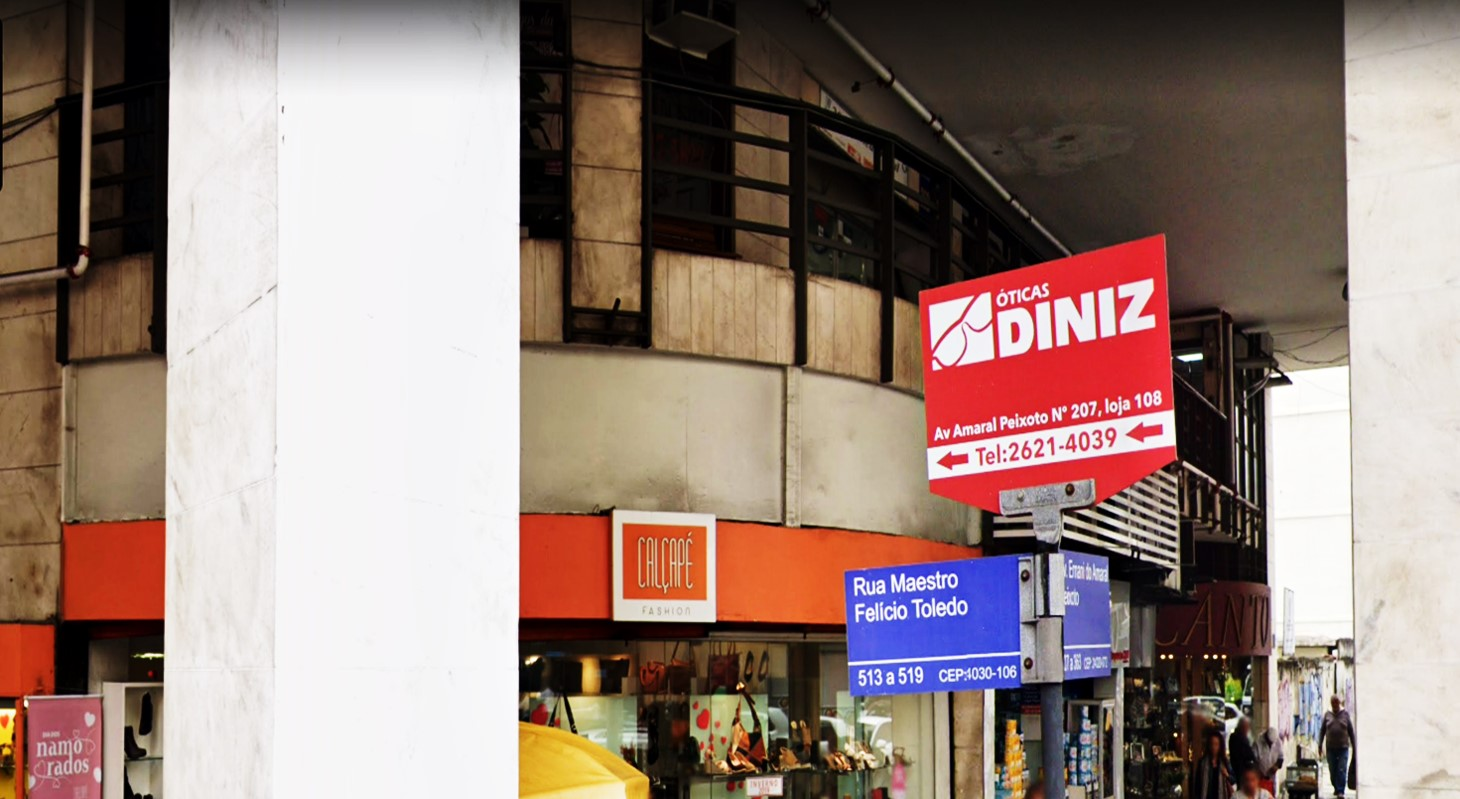
Placa da Rua Maestro Felício Toledo, no Centro da cidade de Niterói.

## Homenagens póstumas
Em sua homenagem um importante logradouro público no Centro da cidade de Niterói recebeu a denominação de Rua Maestro Felício Toledo.
De semelhante modo, a cidade de Araruama também o homenageou com uma rua, no bairro da Pontinha.